# Era (álbum)
Era es un álbum musical lanzado en 1996 y fue el primer álbum en crear Eric Levi, combinando cantos gregorianos y una neolengua parecida al latín con mezclas de rock y pop, y convirtiéndose en un éxito mundial con su primer tema llamado «Ameno».

## Edición Inlay
1. «Era»
2. «Ameno (Remix)»
3. «Cathar Rhythm»
4. «Mother»
5. «Avemano»
6. «Enae Volare Mezzo»
7. «Mirror»
8. «Ameno»
9. «Sempire D'Amor»
10. «After Time»
11. «Impera»

## Edición Limitada
1. «Era»
2. «Ameno (Remix)»
3. «Cathar Rhythm»
4. «Mother»
5. «Avemano»
6. «Enae Volare Mezzo»
7. «Mirror»
8. «Ameno»
9. «Sempire D'Amor»
10. «After Time»
11. «Impera»
12. «Enae Volare (Deleted Version)»
13. «Mother (Remix)»
14. «Enae Volare Mezzo (Remix)»

## Reedición
1. «Ameno (Remix)»
2. «Mother (Remix)»
3. «Avemano»
4. «Enae Volare Mezzo»
5. «Misere Mani»
6. «Cathar Rhythm»
7. «Ameno»
8. «Sempire D'Amor»
9. «Mother»
10. «Mirror»
11. «Era»
12. «Impera»

## Edición digital iTunes 2002
Dicho álbum fue lanzado el 1 de enero de 2002, bajo el nombre de Eric Levi, y fueron descartados los temas «Avemano» y «After time», los que no fueron elegidos para la edición.
1. «Ameno (Remix)»
2. «Misere Maní (Versión 1996)»
3. «Mother (Remix)»
4. «Enae Volare Mezzo»
5. «Era»
6. «Ameno»
7. «Cathar Rhythm»
8. «Mirror»
9. «Mother»
10. «Impera»

## Músicos
- Eric Lévi: Keyboard, Prog., Lead Guitar (Mirror, After Time, Impera)
- Guy Protheroe: Lead Vocal (Ameno, Enae Volare)
- Eric Geisen: Lead Vocal (Cathar Rhythm)
- Florence Dedam: Lead Vocal (Mother, After Time)
- Murielle Lefebvre: Lead Vocal (Enae Volare Mezzo)
- Harriet Jay: Lead Vocal (Ameno, Avemano, Cathar Rhythm
- Neil Wilkinson: Drums (Avemano)
- Lee Sklar: Bass (Avemano)
- Philippe Manca: Lead Guitar (Era, Ameno, Cathar Rhythm, Mother, Avemano, Sempire d'Amor, Enae Volare), Mandolin (Era), Drums/Bass prog. (Ameno, Era)